# 馬格努斯二世 (挪威)
馬格努斯二世（古諾斯語: Magnús Haraldsson，約1048年－1069年4月28日），全名為"馬格努斯·哈德拉達"。挪威國王（1066年－1069年）。馬格努斯·哈德拉達是哈拉爾·哈德拉達的兒子、奧拉夫三世的兄長。
馬格努斯·哈德拉達早於1058年便被任命為遠征愛爾蘭海的名義領袖，當時他還只是一個孩子。馬格努斯曾幫助威爾士國王格鲁菲德·埃普·利维林和麥西亞伯爵埃爾夫加在抗擊英格蘭的鬥爭，儘管他的主要目標可能是要統治奧克尼群島。馬格努斯·哈德拉達於1062年陪伴他的父親參加對丹麥的戰事（尼桑戰役），並在1066年父親哈拉爾入侵英格蘭前被任命為攝政王，並在父親戰死後成為國王。此後，馬格努斯短暫地統治挪威，直至他的弟弟奧拉夫於1067年從英格蘭戰場上返回後，兩人共同統治挪威。三年後（1069年），馬格努斯二世因病逝世。馬格努斯二世只留下一名私生子哈康·馬格努森。哈康·馬格努森在奧拉夫三世逝世後，亦曾成為挪威國王，但是只能短暫統治一年多便逝世。

## 生平

### 早年
馬格努斯出生於1048年或1049年。他是哈拉爾·哈德拉達與妻子Tora Torbergsdatter的兩名兒子中的長子。沒有關於馬格努斯的北歐詩歌，他只曾出現在北歐的薩迦中。列王傳奇的作者將他描述為“一個最英俊的男人。”雖然在傳奇中沒有提到任何地方，但馬格努斯於1058年左右出現在當代英格蘭傳記中作為在愛爾蘭海的挪威探險隊領導者。

### 西方探險
1058年，馬格努斯率領一支探險隊前往愛爾蘭海，尋求擴大挪威在該地區的權力，挪威人一向支持反對諾曼-蓋爾國王Echmarcach mac Ragnaill的派系。這次探險隊似乎也支持諾曼-蓋爾王朝的伊瓦爾分支，該派系反對倫斯特國王迪爾梅德。馬格努斯指揮了一支除挪威以外，還從奧克尼群島，赫布里底群島和都柏林招兵以充實艦隊。他的部隊後來活躍在威爾斯 ，或許在英格蘭，英格蘭編年史家伍斯特的約翰聯同挪威艦隊（以及威爾士統治者格鲁菲德·埃普·利维林）將流亡的麥西亞伯爵埃爾夫加送回國內復位。愛爾蘭泰格納赤編年史進一步宣稱馬格努斯的目標是在英格蘭奪取權力，但威爾士和英格蘭的消息來源包括威爾斯編年史和盎格魯-撒克遜編年史也不支持這一點。
馬格努斯帶領這次的探險可能是他父親哈拉爾三世入侵英格蘭計劃的一部分，因為對群島王國的控制會為哈拉爾三世提供更多軍隊。歷史學家凱利·德弗里斯還提出，哈拉爾三世可能想在可能的入侵之前了解一下英格蘭的狀況，但卻發現他不能同時與丹麥和英格蘭交戰。馬格努斯的遠征部隊從來沒有在英格蘭登陸，但對於英格蘭國王懺悔者愛德華來說，它可能標誌著挪威人的野心捲土重來，因為哈拉爾三世認為自己是懺悔者愛德華的合法繼承人。與此同時，威塞克斯伯爵戈德溫和他的兒子們的權力的崛起，特別是哈羅德·戈德溫森，也開始對哈拉爾三世的合法繼承人主張構成威脅。
另一方面，歷史學家亞歷克斯·伍爾夫曾表示，這次探險最初可能只是為了奧克尼群島，並且為了尋找掠奪的機會，隨後當進入了愛爾蘭海，馬格努斯憑運氣有了機會與麥西亞伯爵埃爾夫一同進行侵略。奧克尼伯爵埃爾蘭德雷芬·西居爾松逝世的年份並沒有在任何文獻記錄確切在哪一年，除了在《奧克尼伯爵薩迦》中所說的那年應是在哈拉爾三世統治後期 。因此，可能是奧克尼伯爵的死亡激發起馬格努斯的遠征，並且這次遠征是保羅及埃爾蘭德雷芬芬森（埃爾蘭德雷芬的爵位繼承人）向哈拉爾三世提出的。伍爾夫還提出，馬格努斯可能在1057年至1058年在對蘇格蘭的戰爭中扮演了一些角色，也許他是支持馬爾科姆三世對抗盧拉赫。

### 統治與逝世

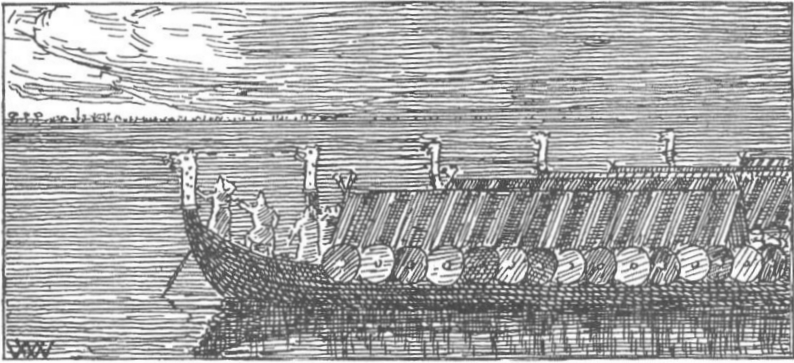
挪威戰艦在尼桑戰役，由威廉·韋特爾斯所繪畫，1899年版本的《挪威王列傳》

1062年，馬格努斯陪隨他的父親參加了對丹麥的戰爭。在前往丹麥的途中，哈拉爾三世的艦隊在丹尼斯的一次重大海戰中與丹麥國王瑞斯特·埃斯特里德森的艦隊發生了衝突，導致挪威的勝利。1066年，在與斯文二世簽下和議結束戰爭後，哈拉爾三世開始了遠征準備從哈羅德·戈德溫森手上征服英格蘭。在離開之前，哈拉爾三世任命馬格努斯在此期間為攝政王和暫代挪威國王，並讓他的小兒子奧拉夫陪同參加這次遠征。在富爾福德戰役取得初步成功後，哈拉爾三世在斯坦福橋戰役中被哈羅德·戈德溫森所擊敗並殺死。奧拉夫倖存下來並於1067年初與剩下的部隊一起返回挪威，與他的兄弟馬格努斯一起被宣佈成為國王和共同統治者。
儘管馬格努斯二世和奧拉夫三世打算在沒有分裂的情況下共同統治王國，但實際上奧拉夫三世只能實際統治維肯（挪威的東南部），而馬格努斯則控制着挪威高地和特倫德拉格（挪威的中部地區）以及西挪威和挪威北部等地。儘管有這種地方上的分治，但兄弟之間並沒有任何敵對的跡象，他們的關係似乎能和平相處。
馬格努斯二世在位不到三年便於1069年4月28日生病並在尼德羅斯（特隆赫姆）去世。這個傳奇認為馬格努斯死於癬，但現代學者提出他可能已經死於麥角中毒（受麥角真菌毒害）。斯諾拉松在哈拉爾·哈德拉達的薩迦中簡短地記載馬格努斯是“一個和藹可親的國王並且受人民所悲嘆”。
馬格努斯二世的統治在後來的歷史中被淡化，部分原因是在於他的統治太短暫，並且因為大多數時間都與他的弟弟共治。奧拉夫三世隨後的長時間統治也湮沒了馬格努斯二世的統治，再加上後來的挪威王室都是奧拉夫三世的後代，都成為馬格努斯的統治淡化的原因。
今天被稱為馬格努斯六世（是傳統上第一位以排序為名的挪威國王）最初以當代拉丁文字“四”作為自己序號（即自稱馬格努斯四世），遺漏了馬格努斯·哈德拉達。由於編號系統在現代已有變化，馬格努斯·哈德拉達今天被列作「馬格努斯二世」。

### 家庭
馬格努斯二世有一名兒子哈康·馬格努森，他可能出生於馬格努斯二世逝世那一年。1093年，當他的叔叔奧拉夫三世去世時，哈康·馬格努森繼續聲稱他是王國的合法繼承人（繼承他父親的王位），並與他的堂兄（赤腳王）馬格努斯三世（奧拉夫三世的兒子）分享王國。 與他父親的統治相似，哈康·馬格努森的短暫的統治也在他於1095年逝世後突然結束。